# Altınordu FK
Izmir Altınordu Futbol Kulübü (of kortweg Altınordu FK) is een voetbalclub uit de Turkse stad İzmir, opgericht in 1923. De clubkleuren zijn marineblauw en rood, en de bijnaam van de club is de Rode Duivels. De thuiswedstrijden worden gespeeld in het Bornova Doğanlar Stadion, dat een capaciteit van 6.041 heeft.

## Historie

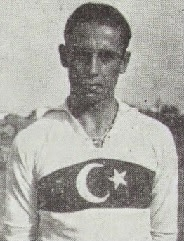
Turks international Sait Altınordu

De club werd opgericht op 26 december 1923. Altınordu dankt zijn naam aan de eerste voorzitter Süleyman Ferit, die de club vernoemde naar de Gouden Horde. Deze verwijst zowel naar een leger van Mongolen en hun Turkse onderdanen, collectief Tataren genoemd, als naar het rijk dat zij stichtten, en bestreek delen van het huidige Rusland en Oekraïne. De clubkleur marineblauw verwijst naar de stevigheid en sterkte van staal. De clubkleur rood verwijst naar het bloed van de gevallen soldaten van de Turkse Onafhankelijkheidsoorlog.
De absolute vedette van weleer is Sait Altınordu, de verdedigende middenvelder die op meerdere posities inzetbaar was, speelde 27 jaar bij de club. Vanaf zijn 14de tot zijn 41ste jaar droeg hij de kleuren van de club. Bij de wet van 1934 ten aanzien van de invoering van achternamen, nam hij de naam van de club als achternaam. De held van vroeger heeft een standbeeld op het naar hemzelf genoemde Sait Altınordu-plein in Alsancak te Izmir.

İzmir ligt in de Egeïsche Zeeregio.

Altınordu SK is met het voetbalteam vóór de jaren 50 zes maal kampioen geworden van Izmir. In de Süper Lig heeft de club echter nooit potten kunnen breken. De beste prestatie van Altınordu SK stamt af van 1961/62. Toen eindigde men op de achtste plaats in de hoogste Turkse voetbaldivisie.
Met het basketbalteam is de club wel wat succesvoller geweest. In 1967 werd Altınordu SK kampioen van de Türkiye Basketbol Ligi (hoogste Turkse basketbaldivisie) en in 1968 won de club uit Izmir de Turkse Basketbalbeker.

## Jeugdopleiding
Een groot deel van de seniorenselectie bestaat uit voetballers afkomstig uit de eigen jeugdopleiding. De Nederlander Ed Graper was een tijd hoofd jeugdopleidingen. Hij is afkomstig van de Aspire Academy Qatar. Alle jeugdteams nemen het 4-2-3-1 systeem als uitgangspunt. Veel jeugdige spelers worden gestald bij satellietclub Nigde Anadolu FK.

## Gespeelde Divisies
- Süper Lig: 1959-1965, 1966-1970
- TFF 1. Lig: 1965-1966, 1970-1978, 1979-1992 2014 -
- TFF 2. Lig: 1978-1979, 1992-1996, 2008-2014
- TFF 3. Lig: 2003-2008
- Regionale divisie: 1925-1959, 1996-2003

## Bekende (oud-)spelers

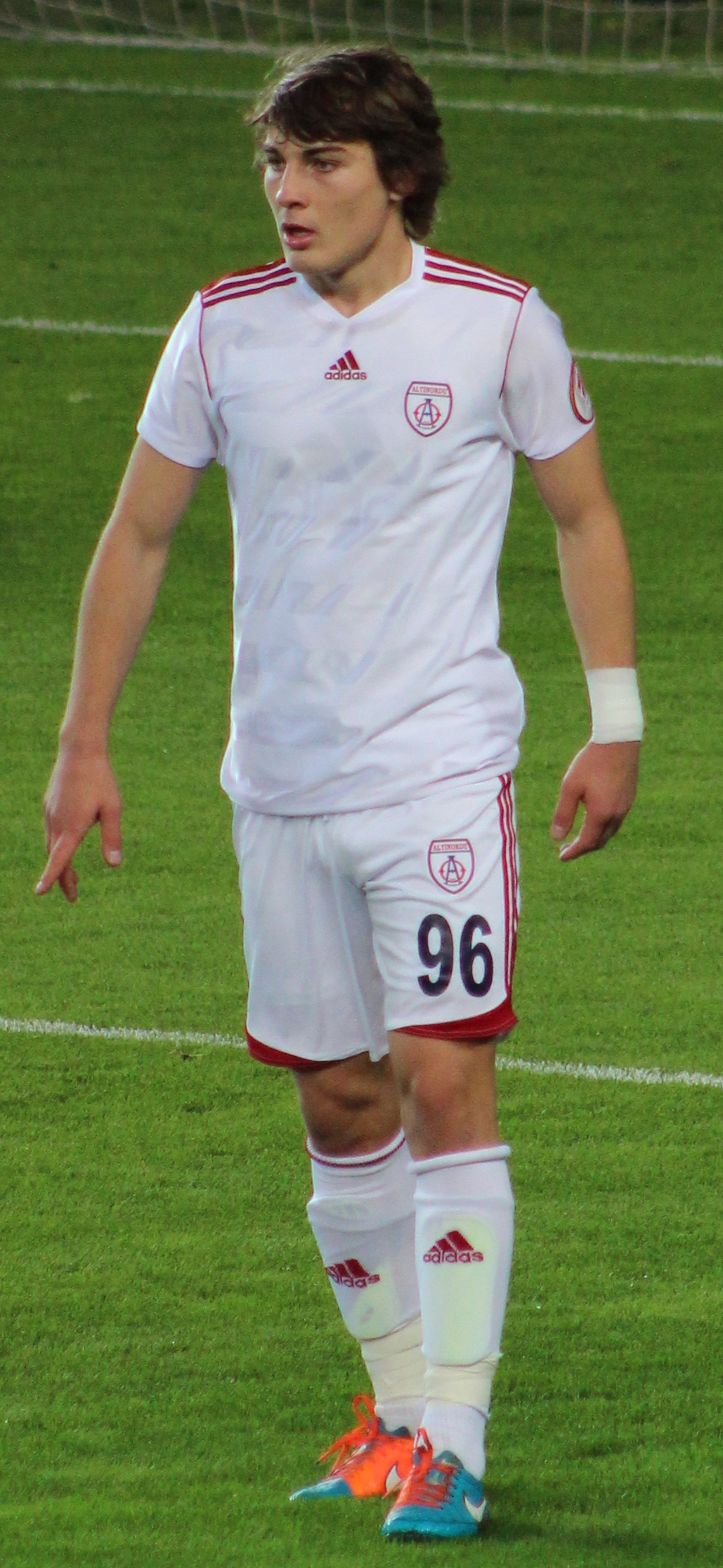
Turks international Çağlar Söyüncü

- Ahmet Altin
- Yener Arica
- Engin Güngör
- Çağlar Söyüncü
- Cengiz Ünder